# البو هوى
البو هوى هي قرية عراقية تقع في محافظة الأنبار جنوب مدينة الفلوجة وشمال مدينة عامرية الفلوجة على ضفاف نهر الفرات، اندلع قتال عنيف في المنطقة بين الجيش العراقي ومقاتلي تنظيم داعش أثناء حصار الفلوجة في عام 2016، وحسب التقارير أن 2000 أسرة محتجزة في قريتي البو هوي والحصَيّ، والذي استخدمهم التنظيم كدروع بشرية. حُررت المدينة من سيطرة التنظيم في 6 يونيو 2016.